# مينيسوتا غولدن غوفرز

شعار مينيسوتا غولدن غوفرز.

مينيسوتا غولدن غوفرز (Minnesota Golden Gophers) هو مسمى الفرق الرياضية الجامعية التابعة لجامعة مينيسوتا. تضم الجامعة ما مجموعه 25 فريقًا (12 رجالًا و 13 سيدات) في كل من الرياضات الرجالية والنسائية وتتنافس في اتحاد العشرة الكبار ضمن المستوى الأول بالرابطة الوطنية لرياضة الجامعات (NCAA).
أحرز فريق غوفرز لهوكي الجليد للسيدات بطولة الجامعات ست مرات وبطولة الوطنية سبع مرات. في هوكي الجليد للسيدات ، تنتمي غوفرز إلى اتحاد الهوكي الجامعي الغربي. وفي باقي الرياضات الأخرى ينتمون إلى اتحاد العشرة الكبار. تقع معظم المرافق التي تستخدمها الفرق للتدريب واللعب التنافسي في الضفة الشرقية لحرم منيابولس الجامعي. توجد صالات لكرة السلة للرجال والسيدات (ويليامز أرينا) وكذلك لهوكي الجليد (ماريوتشي أرينا وريدر أرينا). بدأ فريق غوفرز لكرة القدم اللعب في هنتنغتون بنك ستاديم في سبتمبر 2009. يلعب فريق كرة القدم للسيدات في ملعب إليزابيث لايل روبي في حرم سانت بول الجامعي الواقع بحي فالكون هايتس.